# Gustavo Alfaro
Gustavo Alfaro, né le 14 août 1962 à Rafaela (province de Santa Fe), est un footballeur et entraîneur de football argentin.

## Biographie
Il connait une modeste carrière de milieu de terrain pour le club de sa ville natale, l'Atlético de Rafaela, de 1988 à 1992 et avec lequel il connait une promotion en division supérieure en 1989. 
Il devient l'entraîneur principal de son club formateur dès l'arrêt de sa carrière de joueur en 1992. Il continue sa trajectoire comme entraîneur en deuxième division argentine avec les clubs de Quilmes et de Patronato avant de faire son retour à Rafaela.
Il découvre la première division argentine lors d'un court passage à Belgrano. Il rejoint ensuite le Club Olimpo, avec lequel il connaît son premier succès en tant qu'entraîneur, en remportant le titre de champion de deuxième division argentine. Ce succès est historique puisqu'il s'agit de la première promotion du club en première division.
Il prend à nouveau en charge l'équipe du Quilmes AC, où il reste durant trois ans, remportant à nouveau la deuxième division argentine. Après une courte expérience à San Lorenzo, il rejoint l'Arsenal de Sarandí avec qui il remporte son premier titre majeur, la Copa Sudamericana, en 2007. 
Fort de ce succès et après avoir entraîné Rosario Central, il tente sa première expérience à l'étranger avec Al-Ahli en Arabie Saoudite. Il ne mènera que douze matchs avec son nouveau club avant de réaliser un nouveau come-back, avec l'Arsenal de Sarandí cette fois-ci. Il parvient à remporter le championnat d'Argentine de première division pour la première fois de l'histoire du club en 2012, ainsi que la coupe d'Argentine en 2013.
Il poursuit sa carrière d'entraîneur en Argentine en passant par le CA Tigre, le Gimnasia La Plata, le CA Huracán puis au sein du prestigieux Boca Juniors, avec lequel il remporte la Supercoupe d'Argentine en 2018.
Il compte désormais plus de 700 matchs dirigés au sein des deux premières divisions argentines, dont près de 500 en Primera División. Il est classé quatorzième dans le classement des entraîneurs ayant dirigé le plus de matchs en première division argentine. 

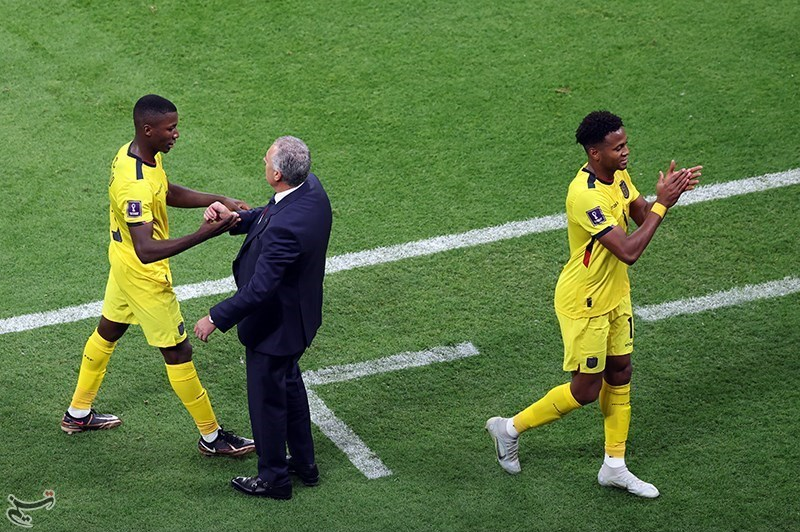
Alfaro saluant l'un de ses joueurs lors du match d'ouverture entre l'Équateur et le Qatar à la Coupe du monde 2022.

Le 26 août 2020, il est nommé sélectionneur de l'équipe d'Équateur, avec pour objectif de mener l'équipe lors de la Copa América 2021 et de la qualifier pour la Coupe du monde 2022 au Qatar. Si l'Équateur est éliminé en huitièmes de finale de la Copa América 2021 par le futur vainqueur, l'Argentine, celui-ci se qualifie pour le Mondial 2022 en terminant quatrième des qualifications de la zone Amérique du Sud.
Son équipe est tirée au sort pour disputer le match d'ouverture de la compétition face au Qatar, le 20 novembre 2022. Grâce à un doublé d'Enner Valencia, sa sélection devient la première à battre le pays hôte lors de son match d'entrée en Coupe du monde. L'Équateur confirme sa bonne performance lors du match suivant, en parvenant à tenir en échec les Pays-Bas de Louis Van Gaal. En ballotage favorable avant le dernier match de la phase de poules, l'Équateur est battu par le Sénégal et termine troisième de son groupe, ne se qualifiant pas pour les huitièmes de finale.

## Palmarès

### Entraîneur
Club Olimpo
- Championnat d'Argentine de deuxième division :
  - Vainqueur en 2002

 Quilmes AC
- Championnat d'Argentine de deuxième division :
  - Vainqueur en 2003

 Arsenal de Sarandí
- Copa Sudamericana : 
  - Vainqueur en 2007
- Championnat d'Argentine de première division : 
  - Vainqueur en 2012 (Clausura)
- Coupe d'Argentine : 
  - Vainqueur en 2013

 Boca Juniors
- Supercoupe d'Argentine de football: 
  - Vainqueur en 2018